# Sticht
Sticht ist ein Weiler in Halver im Märkischen Kreis im Regierungsbezirk Arnsberg in Nordrhein-Westfalen (Deutschland).

## Lage und Beschreibung
Sticht liegt im südöstlichen Halver auf 389 Meter über Normalnull auf einem Höhenzug zwischen den Tälern der Schlemme und Lammecke, beides Nebenflüsse der Volme an der Stadtgrenze zu Kierspe. Der Ort ist über eine Nebenstraße zu erreichen, die zwischen Neuenherweg und Burg von der Landesstraße L528 abzweigt und auch Collenberg, Stichterweide und Schlemme anbindet. Weitere Nachbarorte sind  Brüninghausen, Lammecke (zu Kierspe), Halloh, Grund und der Herweger Schleifkotten. Nördlich des Orts erhebt sich mit 408,2 Meter über Normalnull der Schlemmerberg.
Sticht ist bei Wanderern aufgrund eines sich dort befindlichen Wanderheims des Sauerländischen Gebirgsvereins überregional bekannt.

## Geschichte
Sticht wurde erstmals 1469 urkundlich erwähnt, die Entstehungszeit der Siedlung wird aber für den Zeitraum zwischen 1050 und 1200 infolge der Rodungsphase nach der hochmittelalterlichen Territorialbildung vermutet. Sticht war vermutlich ein Abspliss der Hofschaft Lausberge.
1818 lebten 72 Einwohner im Ort. 1838 gehörte Sticht der Bergfelder Bauerschaft innerhalb der Bürgermeisterei Halver an. Der laut der Ortschafts- und Entfernungs-Tabelle des Regierungs-Bezirks Arnsberg als Hof kategorisierte Ort besaß zu dieser Zeit zehn Wohnhäuser, zwei Fabriken bzw. Mühlen und neun landwirtschaftliche Gebäude. Zu dieser Zeit lebten 69 Einwohner im Ort, allesamt evangelischen Glaubens.
Das Gemeindelexikon für die Provinz Westfalen von 1887 gibt eine Zahl von 124 Einwohnern an, die in 15 Wohnhäusern lebten.